# Résultats détaillés des championnats d'Europe d'athlétisme en salle 2000
Résultats détaillés des championnats d'Europe d'athlétisme en salle 2000.
| Courses : 60 m - 200 m - 400 m - 800 m - 1 500 m - 3 000 m Obstacles : 60 m haies Relais : Relais 4 × 400 m Sauts : Hauteur - Longueur - Triple saut - Perche Lancers: - Poids Epreuves combinées: Heptathlon/Pentathlon Légende |

## Résultats

### 60 m
| Rang | Pays        | Athlète              | Temps  |
| ---- | ----------- | -------------------- | ------ |
| 1    | Royaume-Uni | Jason Gardener       | 6 s 49 |
| 2    | Grèce       | Geórgios Theodorídis | 6 s 51 |
| 3    | Grèce       | Ángelos Pavlakákis   | 6 s 54 |
| 4    | Italie      | Stefano Tilli        | 6 s 59 |
| 5    | Hongrie     | Roland Nemeth        | 6 s 61 |
| 6    | Ukraine     | Konstantin Rurak     | 6 s 62 |
| 7    | Allemagne   | Tim Göbel            | 6 s 66 |
| 8    | Suède       | Patrick Lövgren      | DNS    |

| Rang | Pays        | Athlète            | Temps  |
| ---- | ----------- | ------------------ | ------ |
| 1    | Grèce       | Ekateríni Thánou   | 7 s 05 |
| 2    | Bulgarie    | Petya Pendareva    | 7 s 11 |
| 3    | Ukraine     | Irina Pucha        | 7 s 11 |
| 4    | Ukraine     | Anshela Kravchenko | 7 s 14 |
| 5    | Slovénie    | Alenka Bikar       | 7 s 20 |
| 6    | Belgique    | Kim Gevaert        | 7 s 22 |
| 7    | France      | Sandra Citte       | 7 s 24 |
| 8    | Royaume-Uni | Marcia Richardson  | 7 s 27 |

### 200 m
| Rang | Pays        | Athlète              | Temps   |
| ---- | ----------- | -------------------- | ------- |
| 1    | Royaume-Uni | Christian Malcolm    | 20 s 54 |
| 2    | Belgique    | Patrick Stevens      | 20 s 70 |
| 3    | Royaume-Uni | Julian Golding       | 21 s 05 |
| 4    | France      | Christophe Cheval    | 21 s 37 |
| 5    | Grèce       | Konstadínos Kedéris  | 21 s 79 |
| 6    | Chypre      | Ánninos Markoullídis | DNF     |

| Rang | Pays      | Athlète              | Temps   |
| ---- | --------- | -------------------- | ------- |
| 1    | France    | Muriel Hurtis        | 23 s 06 |
| 2    | Slovénie  | Alenka Bikar         | 23 s 16 |
| 3    | Russie    | Yekaterina Leshchova | 23 s 20 |
| 4    | Allemagne | Birgit Rockmeier     | 23 s 29 |
| 5    | Russie    | Irina Khabarova      | 23 s 64 |
| 6    | France    | Fabé Dia             | 24 s 38 |

### 400 m
| Rang | Pays        | Athlète         | Temps   |
| ---- | ----------- | --------------- | ------- |
| 1    | Bulgarie    | Ilya Dzhivondov | 46 s 63 |
| 2    | Espagne     | David Canal     | 46 s 85 |
| 3    | France      | Marc Raquil     | 47 s 28 |
| 4    | Allemagne   | Lars Figura     | 47 s 53 |
| 5    | Suisse      | Alain Rohr      | 47 s 98 |
| 6    | Royaume-Uni | Daniel Caines   | 48 s 36 |

| Rang | Pays      | Athlète                   | Performance |
| ---- | --------- | ------------------------- | ----------- |
| 1    | Russie    | Svetlana Pospelova        | 51 s 66     |
| 2    | Russie    | Natalya Nazarova          | 51 s 69     |
| 3    | Tchéquie  | Helena Fuchsova           | 52 s 32     |
| 4    | Irlande   | Karen Shinkins            | 53 s 15     |
| 5    | Bulgarie  | Daniela Georgieva-Spasova | disq.       |
| 6    | Allemagne | Claudia Marx              | ab.         |

### 800 m
| Rang | Pays      | Athlète            | Temps         |
| ---- | --------- | ------------------ | ------------- |
| 1    | Russie    | Yuriy Borzakovskiy | 1 min 47 s 92 |
| 2    | Allemagne | Nils Schumann      | 1 min 48 s 41 |
| 3    | Hongrie   | Balázs Korányi     | 1 min 48 s 42 |
| 4    | Finlande  | Wilson Kirwa       | 1 min 48 s 69 |
| 5    | Espagne   | Roberto Parra      | 1 min 49 s 80 |
| 6    | Italie    | Marco Chiavarini   | 1 min 51 s 27 |

| Rang | Pays      | Athlète          | Temps         |
| ---- | --------- | ---------------- | ------------- |
| 1    | Autriche  | Stephanie Graf   | 1 min 59 s 70 |
| 2    | Russie    | Natalya Zyganova | 2 min 00 s 17 |
| 3    | Belgique  | Sandra Stals     | 2 min 01 s 34 |
| 4    | Slovénie  | Jolanda Ceplak   | 2 min 02 s 10 |
| 5    | Allemagne | Yvonne Teichmann | 2 min 02 s 26 |
| 6    | Pays-Bas  | Stella Jongmans  | 2 min 03 s 11 |

### 1 500 m
| Rang | Pays     | Athlète             | Temps         |
| ---- | -------- | ------------------- | ------------- |
| 1    | Espagne  | José Redolat        | 3 min 40 s 51 |
| 2    | Irlande  | James Nolan         | 3 min 41 s 59 |
| 3    | France   | Mehdi Baala         | 3 min 42 s 27 |
| 4    | Pays-Bas | Marko Koers         | 3 min 42 s 46 |
| 5    | Russie   | Vyacheslav Shabunin | 3 min 43 s 44 |
| 6    | Espagne  | Juan Higuero        | 3 min 44 s 07 |
| 7    | Portugal | Luis Feiteira       | 3 min 44 s 53 |
| 8    | Suisse   | Peter Philipp       | 3 min 44 s 55 |

| Rang | Pays      | Athlète                 | Temps         |
| ---- | --------- | ----------------------- | ------------- |
| 1    | Roumanie  | Violeta Szekely         | 4 min 12 s 82 |
| 2    | Russie    | Olga Kuznezova          | 4 min 13 s 45 |
| 3    | Russie    | Yuliya Kosenkova        | 4 min 13 s 60 |
| 4    | Irlande   | Sinead Delahunty        | 4 min 15 s 87 |
| 5    | France    | Patricia Djaté-Taillard | 4 min 17 s 69 |
| 6    | France    | Dorina Briand-Calenic   | 4 min 18 s 70 |
| 7    | Turquie   | Aysen Barak             | 4 min 19 s 21 |
| 8    | Allemagne | Kathleen Friedrich      | ab.           |

### 3 000 m
| Rang | Pays        | Athlète            | Temps         |
| ---- | ----------- | ------------------ | ------------- |
| 1    | Irlande     | Mark Carroll       | 7 min 49 s 24 |
| 2    | Portugal    | Rui Silva          | 7 min 49 s 70 |
| 3    | Royaume-Uni | John Mayock        | 7 min 49 s 97 |
| 4    | Belgique    | Mohammed Mourhit   | 7 min 49 s 99 |
| 5    | Espagne     | Andres Diaz        | 7 min 53 s 97 |
| 6    | Espagne     | Yusef El Nasri     | 7 min 55 s 37 |
| 7    | Italie      | Gennaro Di Napoli  | 7 min 55 s 51 |
| 8    | Espagne     | Jesus de la Fuente | 7 min 56 s 13 |

| Rang | Pays        | Athlète              | Temps         |
| ---- | ----------- | -------------------- | ------------- |
| 1    | Roumanie    | Gabriela Szabo       | 8 min 42 s 06 |
| 2    | Pologne     | Lidia Chojecka       | 8 min 42 s 42 |
| 3    | Espagne     | Marta Dominguez      | 8 min 44 s 08 |
| 4    | Lettonie    | Yelena Prokopchuka   | 8 min 44 s 66 |
| 5    | Bulgarie    | Daniela Yordanova    | 8 min 47 s 45 |
| 6    | Russie      | Olga Yegorova        | 8 min 49 s 18 |
| 7    | Royaume-Uni | Hayley Perry-Tullett | 8 min 55 s 31 |
| 8    | France      | Fatima Yvelain       | 8 min 56 s 55 |

### 60 m haies
| Rang | Pays        | Athlète             | Temps  |
| ---- | ----------- | ------------------- | ------ |
| 1    | Lettonie    | Stanislavs Olijars  | 7 s 50 |
| 2    | Royaume-Uni | Tony Jarrett        | 7 s 53 |
| 3    | Pologne     | Tomasz Ścigaczewski | 7 s 56 |
| 4    | Autriche    | Elmar Lichtenegger  | 7 s 56 |
| 5    | Allemagne   | Falk Balzer         | 7 s 63 |
| 6    | Suède       | Robert Kronberg     | 7 s 64 |
| 7    | Belgique    | Jonathan N'Senga    | 7 s 71 |
| 8    | Allemagne   | Ralf Leberer        | 7 s 74 |

| Rang | Pays        | Athlète          | Temps  |
| ---- | ----------- | ---------------- | ------ |
| 1    | France      | Linda Ferga      | 7 s 88 |
| 2    | France      | Patricia Girard  | 7 s 98 |
| 3    | Ukraine     | Olena Krasovska  | 8 s 03 |
| 4    | Russie      | Yuliya Graudyn   | 8 s 03 |
| 5    | Royaume-Uni | Diane Allahgreen | 8 s 04 |
| 6    | Suède       | Susanna Kallur   | 8 s 19 |
| 7    | Autriche    | Elke Wölfling    | 8 s 19 |
| 8    | Allemagne   | Juliane Sprenger | 8 s 32 |

### 4 × 400 m relais
| Rang | Pays        | Athlètes                                                       | Performance   |
| ---- | ----------- | -------------------------------------------------------------- | ------------- |
| 1    | Tchéquie    | Jiří Mužík Jan Poděbradský Štěpán Tesařík Karel Bláha          | 3 min 06 s 10 |
| 2    | Allemagne   | Ingo Schultz Ruwen Faller Marco Krause Lars Figura             | 3 min 06 s 64 |
| 3    | Hongrie     | Péter Nyilasi Zétény Dombi Attila Kilvinger Tibor Bédi         | 3 min 09 s 35 |
| 4    | Royaume-Uni | Ed White Paul Slythe David Naismith Richard Knowles            | 3 min 09 s 79 |
| 5    | France      | Pierre-Marie Hilaire Philippe Bouche Bruno Wavelet Marc Raquil | ab.           |
| 6    | Russie      | Andreï Semionov Dmitriy Golovastov Oleg Kovalev Boris Gorban   | disq.         |

| Rang | Pays     | Athlètes                                                          | Temps         |
| ---- | -------- | ----------------------------------------------------------------- | ------------- |
| 1    | Russie   | Olesya Zykina Irina Rosikhina Yuliya Sotnikova Svetlana Pospelova | 3 min 32 s 53 |
| 2    | Italie   | Francesca Carbone Carla Barbarino Patrizia Spuri Virna de Angeli  | 3 min 35 s 01 |
| 3    | Roumanie | Georgeta Lazăr Otilia Ruicu Anca Safta Alina Râpanu               | 3 min 36 s 28 |

### Saut en hauteur
| Rang | Pays               | Athlète            | Hauteur |
| ---- | ------------------ | ------------------ | ------- |
| 1    | Russie             | Vyacheslav Voronin | 2,34 m  |
| 2    | Allemagne          | Martin Buss        | 2,34 m  |
| 3    | Yougoslavie        | Dragutin Topic     | 2,34 m  |
| 4    | Suède              | Stefan Holm        | 2,32 m  |
| 5    | Russie             | Pyotr Brayko       | 2,27 m  |
| 6    | Finlande           | Oskari Frösen      | 2,24 m  |
| 7    | Allemagne          | Christian Rhoden   | 2,20 m  |
| 7    | Bosnie-Herzégovine | Elvir Krehmic      | 2,20 m  |

| Rang | Pays      | Athlète             | Hauteur |
| ---- | --------- | ------------------- | ------- |
| 1    | Suède     | Kajsa Bergqvist     | 2,00 m  |
| 2    | Tchéquie  | Zuzana Hlavanova    | 1,98 m  |
| 3    | Russie    | Olga Kaliturina     | 1,96 m  |
| 4    | Bulgarie  | Venelina Veneva     | 1,92 m  |
| 5    | Ukraine   | Vita Palamar        | 1,92 m  |
| 6    | Russie    | Viktoriya Slivka    | 1,92 m  |
| 7    | Russie    | Viktoriya Seryogina | 1,92 m  |
| 8    | Allemagne | Heike Henkel        | 1,85 m  |

### Saut à la perche
| Rang | Pays      | Athlète             | Hauteur |
| ---- | --------- | ------------------- | ------- |
| 1    | Israël    | Alexander Averbukh  | 5,75 m  |
| 2    | Suède     | Martin Eriksson     | 5,70 m  |
| 3    | Pays-Bas  | Rens Blom           | 5,60 m  |
| 4    | Allemagne | Richard Spiegelburg | 5,60 m  |
| 4    | Belgique  | Thibaut Duval       | 5,60 m  |
| 6    | Allemagne | Björn Otto          | 5,50 m  |
| 7    | Russie    | Vitaliy Strogalyev  | 5,40 m  |
| 8    | Allemagne | Tim Lobinger        | NM      |

| Rang | Pays        | Athlète           | Hauteur |
| ---- | ----------- | ----------------- | ------- |
| 1    | Tchéquie    | Pavla Hamackova   | 4,40 m  |
| 2    | Allemagne   | Christine Adams   | 4,35 m  |
| 2    | Russie      | Yelena Belyakova  | 4,35 m  |
| 4    | Islande     | Vala Flosadóttir  | 4,30 m  |
| 5    | Royaume-Uni | Janine Whitlock   | 4,30 m  |
| 6    | Allemagne   | Sabine Schulte    | 4,20 m  |
| 7    | Russie      | Yelena Isinbayeva | 4,05 m  |
| 8    | Tchéquie    | Daniela Bartova   | NM      |

### Saut en longueur
| Rang | Pays        | Athlète            | Longueur |
| ---- | ----------- | ------------------ | -------- |
| 1    | Bulgarie    | Petar Dachev       | 8,26 m   |
| 2    | Roumanie    | Bogdan Tarus       | 8,20 m   |
| 3    | Russie      | Vitaliy Shkurlatov | 8,10 m   |
| 4    | Ukraine     | Alexey Lukashevich | 8,02 m   |
| 5    | Slovénie    | Gregor Cankar      | 7,94 m   |
| 6    | France      | Emmanuel Bangue    | 7,82 m   |
| 7    | Roumanie    | Bogdan Tudor       | 7,80 m   |
| 8    | Yougoslavie | Danial Jahic       | 7,72 m   |

| Rang | Pays      | Athlète               | Longueur |
| ---- | --------- | --------------------- | -------- |
| 1    | Suède     | Erica Johansson       | 6,89 m   |
| 2    | Allemagne | Heike Drechsler       | 6,86 m   |
| 3    | Bulgarie  | Iva Prandzheva        | 6,80 m   |
| 4    | Russie    | Olga Rublyova         | 6,67 m   |
| 5    | Hongrie   | Tünde Vaszi           | 6,58 m   |
| 6    | Russie    | Tatyana Ter-Mesrobyan | 6,57 m   |
| 7    | Ukraine   | Yelena Shechovzova    | 6,56 m   |
| 8    | Grèce     | Niki Xanthou          | 6,51 m   |

### Triple saut
| Rang | Pays        | Athlète            | Longueur |
| ---- | ----------- | ------------------ | -------- |
| 1    | Allemagne   | Charles Friedek    | 17,28 m  |
| 2    | Bulgarie    | Rostislav Dimitrov | 17,22 m  |
| 3    | Italie      | Paolo Camossi      | 17,05 m  |
| 4    | Hongrie     | Zsolt Czingler     | 17,00 m  |
| 5    | Norvège     | Kjetil Hanstveit   | 16,72 m  |
| 6    | Italie      | Fabrizio Donato    | 16,57 m  |
| 7    | Hongrie     | Ambrus Szabo       | 16,38 m  |
| 8    | Royaume-Uni | Julian Golley      | 16,16 m  |

| Rang | Pays     | Athlète           | Longueur |
| ---- | -------- | ----------------- | -------- |
| 1    | Russie   | Tatyana Lebedeva  | 14,68 m  |
| 2    | Roumanie | Cristina Nicolau  | 14,63 m  |
| 3    | Bulgarie | Iva Prandzheva    | 14,63 m  |
| 4    | Ukraine  | Yelena Govorova   | 14,55 m  |
| 5    | Russie   | Oksana Rogova     | 14,28 m  |
| 6    | Roumanie | Rodica Mateescu   | 14,16 m  |
| 7    | Suède    | Camilla Johansson | 14,12 m  |
| 8    | Roumanie | Adelina Gavrila   | 13,90 m  |

### Lancer du poids
| Rang | Pays      | Athlète          | Distance |
| ---- | --------- | ---------------- | -------- |
| 1    | Ukraine   | Oleksandr Bagach | 21,18 m  |
| 2    | Finlande  | Timo Aaltonen    | 20,62 m  |
| 3    | Espagne   | Manuel Martinez  | 20,38 m  |
| 4    | Tchéquie  | Miroslav Menc    | 20,23 m  |
| 5    | Roumanie  | Gheorghe Guset   | 20,21 m  |
| 6    | Ukraine   | Roman Virastyuk  | 20,07 m  |
| 7    | Finlande  | Tepa Reinikainen | 19,93 m  |
| 8    | Allemagne | Michael Mertens  | 19,89 m  |

| Rang | Pays        | Athlète                 | Distance |
| ---- | ----------- | ----------------------- | -------- |
| 1    | Russie      | Larissa Pelechenko      | 20,15 m  |
| 2    | Allemagne   | Nadine Kleinert-Schmitt | 19,23 m  |
| 3    | Allemagne   | Astrid Kumbernuss       | 19,12 m  |
| 4    | Russie      | Svetlana Krivelyova     | 18,96 m  |
| 5    | Pologne     | Krystyna Danilczyk      | 18,88 m  |
| 6    | Biélorussie | Nadezhda Ostapchuk      | 18,65 m  |
| 7    | Pays-Bas    | Lieja Koeman            | 18,46 m  |
| 8    | Russie      | Lyudmila Sechko         | 17,73 m  |

### Heptathlon/Pentathlon
| Rang | Pays     | Athlète               | Points   |
| ---- | -------- | --------------------- | -------- |
| 1    | Tchéquie | Tomáš Dvořák          | 6424 pts |
| 2    | Tchéquie | Roman Šebrle          | 6271 pts |
| 3    | Estonie  | Erki Nool             | 6200 pts |
| 4    | Hongrie  | Attila Zsivoczky      | 6033 pts |
| 5    | Portugal | Mario Anibal          | 5930 pts |
| 6    | Grèce    | Prodromos Korkizoglou | 5855 pts |
| 7    | Pays-Bas | Chiel Warners         | 5830 pts |
| 8    | Pologne  | Krzysztof Andrzejak   | 5726 pts |

| Rang | Pays      | Athlète              | Points   |
| ---- | --------- | -------------------- | -------- |
| 1    | Allemagne | Karin Ertl           | 4671 pts |
| 2    | Russie    | Irina Vostrikova     | 4615 pts |
| 3    | Pologne   | Urszula Wlodarczyk   | 4590 pts |
| 4    | Finlande  | Tiia Hautala         | 4580 pts |
| 5    | Russie    | Yelena Prochorova    | 4555 pts |
| 6    | Allemagne | Sonja Kesselschläger | 4468 pts |
| 7    | Pologne   | Izabela Oblekowska   | 4346 pts |
| 8    | Roumanie  | Liliana Nastase      | 4321 pts |

## Légende
- RE : Record d'Europe
- RC : Record des Championnats
- RN : Record national
- disq. : disqualification
- ab. : abandon